# Liste des œuvres de Gabriel Fauré

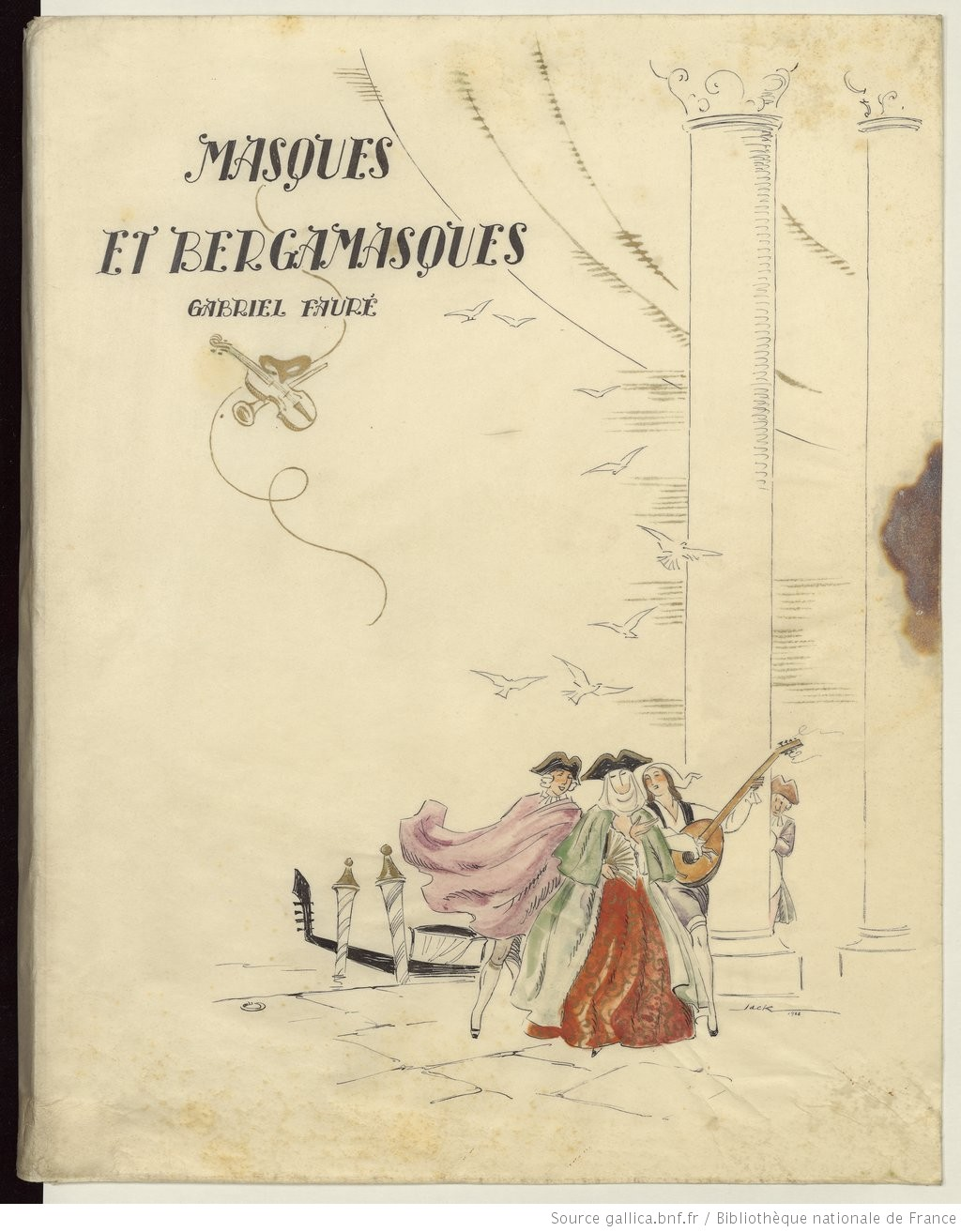
Masques et Bergamasques de Gabriel Fauré, illustration en couverture du manuscrit autographe, 1919.

Cette page présente la liste des œuvres du compositeur français Gabriel Fauré.

## Par instrument

### Piano seul
- Ballade, op. 19
- 13 Barcarolles, op. 26, 41, 42, 44, 66, 70, 90, 96, 101, 104, 105/1-2, 116
- Dolly, six pièces pour piano à 4 mains, op. 56
- 8 Pièces brèves, op. 84
- 5 Impromptus, op. 25, 31, 34, 91, 102
- Mazurka, op. 32
- 13 Nocturnes, op. 33/1-3, 36, 37, 63, 74, 84/8, 97, 99, 104, 107, 119
- 9 Préludes, op. 103
- 3 Romances sans paroles, op. 17
- 4 Valses-caprices, op. 30, 38, 59, 62
- Thème et variations, op. 73. Il fut composé pour le concours d’entrée au Conservatoire de Paris pour l’année 1910.

### Harpe seule
- Impromptu, op. 86 (1904)
- Morceau de lecture (1904)
- Une châtelaine en sa tour, op. 110 (1918)

### Musique de chambre

#### Violon et piano
- Sonate pour violon et piano no 1, op. 13
- Sonate pour violon et piano no 2, op. 108
- Berceuse, op. 16
- Romance, op. 28
- Andante, op. 75
- Sicilienne, op. 78

#### Violoncelle et piano
- Sonate pour violoncelle et piano no 1, op. 109
- Sonate pour violoncelle et piano no 2, op. 117
- Élégie, op. 24
- Papillon, op. 77
- Romance, op. 69
- Sérénade, op. 98
- Sicilienne, op. 78

#### Flûte et piano
- Sicilienne, op. 78
- Fantaisie, op. 79

#### Instruments à cordes et piano
- Trio avec piano, op. 120
- Quatuor pour piano et cordes no 1, op. 15
- Quatuor pour piano et cordes no 2, op. 45
- Quintette pour piano et cordes no 1, op. 89
- Quintette pour piano et cordes no 2, op. 115

#### Cordes
- Quatuor à cordes, op. 121

### Voix et piano
- Mélodies et cycles, op. 1, 2, 3, 4, 5, 6, 7, 8, 10, 18, 21, 23, 27, 35, 39, 43, 46, 51, 58, 61, 72, 76, 83, 85, 87, 92, 94, 95, 106, 113, 114, 118

### Musique chorale

#### Musique sacrée
- Cantique de Jean Racine, op. 11
- O Salutaris, op. 47 nº 1
- Maria, Mater Gratiae, op. 47 nº 2
- Messe de Requiem en ré mineur, Op. 48
- Ecce fidelis servus, op. 54
- Tantum ergo, op. 55
- Ave verum corpus, op. 65 nº 1
- Tantum ergo, op. 65 nº 2
- Salve Regina, op. 67 nº 1
- Ave Maria, op. 67 nº 2
- Tantum ergo, sans numéro d’opus, exécuté le 14 novembre 1904 pour la messe de mariage d'Élaine Greffulhe[1]
- Benedictus, sans numéro d'opus, édité pour la première fois en 1999[2]
- Messe des pêcheurs de Villerville (avec André Messager)

#### Musique profane
- La Naissance de Vénus, op. 29
- Les Djinns, op. 12
- Le Ruisseau, op. 22
- Madrigal, op. 35 (sur un poème d'Armand Silvestre)

### Œuvres pour orchestre
- Masques et Bergamasques, op. 112
- Caligula, op. 52
- Pavane, op. 50
- Pelléas et Mélisande, op. 80
- Shylock, op. 57
- Le voile du bonheur, op. 88
- Chant funéraire, pour orchestre d'harmonie

### Œuvres concertantes
- Ballade pour piano et orchestre, op. 19 (ajout d’un accompagnement d’orchestre à version originale pour piano solo)
- Fantaisie pour piano et orchestre en sol majeur, op. 111
- Concerto pour violon et orchestre, op. 14

### Opéras
- Prométhée, op. 82 (1900)
- Pénélope (1913)

## Par numéro d’opus
- Opus 1 : Deux mélodies :
  - Nº 1. Le Papillon et la Fleur (1860/1869)
  - Nº 2. Mai (1871)
- Opus 2 : Deux mélodies :
  - Nº 1. Dans les ruines d’une Abbaye (1869)
  - Nº 2. Les Matelots (1876)

Opus 3 : Deux mélodies :
- - Nº 1. Seule (1871)
  - Nº 2. Sérénade Toscane (1879)
- Opus 4 : Deux mélodies :
  - Nº 1. Chanson du pêcheur. Lamento.
  - Nº 2. Lydia (1871)
- Opus 5 : Trois mélodies :
  - Nº 1. Chant d’automne (1879)
  - Nº 2. Rêve d’Amour (1875)
  - Nº 3. L’Absent (1871)
- Opus 6 : Trois mélodies :
  - Nº 1. Aubade
  - Nº 2. Tristesse (1876)
  - Nº 3. Sylvie
- Opus 7 : Trois mélodies :
  - Nº 1. Après un rêve (Levati sol que la luna è levata)
  - Nº 2. Hymne (1871)
  - Nº 3. Barcarolle (1871)
- Opus 8 : Trois mélodies
  - Nº 1. Au bord de l’eau (1871 ?)
  - Nº 2. La Rançon
  - Nº 3. Ici-bas!
- Opus 9 : Numéro non utilisé
- Opus 10 : Deux duos pour sopranos
  - Nº 1. Puisque ici-bas... (1874)
  - Nº 2. Tarantelle (1874)
- Opus 11 : Cantique de Jean Racine (1863-64, pour chœur mixte et piano ou orgue)
- Opus 12 : Les Djinns (1875, pour chœur mixte et piano ou orchestre, sur un poème de Hugo)
- Opus 13 : Sonate pour violon et piano no 1 (1875-76)
- Opus 14 : Concerto pour violon et orchestre : Allegro - Andante (1878, inédit)
- Opus 15 : Quatuor pour piano et cordes nº 1 (1879)
- Opus 16 Berceuse pour violon et piano (1878-9, aussi pour flûte et piano, violoncelle et piano, violon ou violoncelle et orchestre)
- Opus 17 : Trois Romances sans paroles pour piano (1863)
  - Nº 1 Andante quasi allegretto en la bémol
  - Nº 2 Allegro molto en la mineur
  - Nº 3 Andante moderato en la bémol
- Opus 18 : Trois mélodies (1880)
  - Nº 1 Nell
  - Nº 2 Le Voyageur
  - Nº 3 Automne
- Opus 19 : Ballade :
  - pour piano seul (1879)
  - avec accompagnement d’orchestre (1881)
- Opus 20 : Suite d’orchestre (1872-73, Allegro - Andante - Gavotte - Finale. Cf. Op. 68.)
- Opus 21 : Poème d'un jour (1880, cycle de 3 mélodies sur des poèmes de Ch. Grandmougin : Rencontre,  Toujours et Adieu)
- Opus 22 : Le Ruisseau (1881, chœur pour 2 voix de femmes et piano ou petit orchestre)
- Opus 23 : Trois mélodies (1882) :
  - Nº 1 Les Berceaux
  - Nº 2 Notre amour
  - Nº 3 Le Secret
- Opus 24 : Élégie (1883, pour violoncelle et piano ; aussi pour violon et piano, violoncelle et orchestre)
- Opus 25 : Impromptu Nº 1 pour piano (1881/82)
- Opus 26 : Barcarolle Nº 1 pour piano
- Opus 27 : Deux Chansons (1882) :
  - Nº 1 Chanson d’Amour
  - Nº 2 La Fée aux Chansons
- Opus 28 : Romance (pour violon et piano (1882) ; aussi pour violon et orchestre)
- Opus 29 : La Naissance de Vénus (scène mythologique pour soli, chœurs et orchestre)
- Opus 30 : Valse-Caprice Nº 1 pour piano (1883)
- Opus 31 : Impromptu Nº 2 pour piano
- Opus 32 : Mazurka pour piano
- Opus 33 : Trois Nocturnes pour piano
  - Nº 1 en mi bémol mineur (1875)
  - Nº 2 en si majeur (1881)
  - Nº 3 en la bémol majeur (1883)
- Opus 34 : Impromptu Nº 3 pour piano
- Opus 35 : Madrigal (1884, quatuor vocal pour soprano, alto, ténor et basse ou chœur, avec piano ou orchestre)
- Opus 36 : Nocturne Nº 4 pour piano
- Opus 37 : Nocturne Nº 5 pour piano
- Opus 38 : Valse-Caprice Nº 2 pour piano
- Opus 39 : Quatre mélodies
  - Nº 1 Aurore
  - Nº 2 Fleur jetée
  - Nº 3 Le Pays des rêves
  - Nº 4 Les Roses d’Ispahan
- Opus 40 : Symphonie (1884, inédite)
- Opus 41 : Barcarolle Nº 2 pour piano (1885)
- Opus 42 : Barcarolle Nº 3 pour piano
- Opus 43 : Deux mélodies (1886) :
  - Nº 1 Noël
  - Nº 2 Nocturne
- Opus 44 : Barcarolle Nº 4 pour piano
- Opus 45 : Quatuor pour piano et cordes nº 2
- Opus 46 : Deux mélodies (1887) :
  - Nº 1 Les Présents
  - Nº 2 Clair de lune
- Opus 47 : Deux motets (1887-8) :
  - Nº 1 O salutaris en si pour baryton et orgue
  - Nº 2 Maria, Mater gratiæ, duo pour soprano et mezzo-soprano ou ténor et baryton et orgue
- Opus 48 : Messe de Requiem pour soprano, baryton, chœur, orgue et orchestre (1877, rév. 1887-90, orch. 1899)
- Opus 49 : Petite pièce pour violoncelle et piano (inédite, vers 1888)
- Opus 50 : Pavane pour piano ; version pour chœur et orchestre (1887)
- Opus 51 : Quatre mélodies (1888) :
  - Nº 1 Larmes
  - Nº 2 Au cimetière
  - Nº 3 Spleen
  - Nº 4 La Rose
- Opus 52 : Caligula, musique de scène pour chœur et orchestre
- Opus 53 : Numéro non attribué
- Opus 54 : Ecce fidelis servus, motet pour soprano, ténor et baryton, accompagnement d’orgue et de contrebasse (vers 1890)
- Opus 55 : Tantum ergo, motet pour soprano ou ténor solo, chœur, accompagnement d’orgue, piano ou harpe et de contrebasse.
- Op. 56 : Dolly Six pièces pour piano à 4 mains (1893-96)
  - Nº 1 Berceuse (1894)
  - Nº 2 Mi-a-ou (1896)
  - Nº 3 Le Jardin de Dolly (1896)
  - Nº 4 Kitty-valse (1896)
  - Nº 5 Tendresse (1896)
  - Nº 6 Le Pas espagnol (1897)
- Opus 57 : Shylock, musique de scène pour orchestre (1889)
  - Nº 1 Chanson (Edmond Haraucourt)
  - Nº 2 Entr’acte
  - Nº 3 Madrigal (Edmond Haraucourt)
  - Nº 4 Épithalame
  - Nº 5 Nocturne
  - Nº 6 Final
- Opus 58 : Cinq mélodies dites « de Venise » (1891), cycle pour voix et piano sur des poèmes de Verlaine
  - Nº 1 Mandoline
  - Nº 2 En sourdine
  - Nº 3 Green
  - Nº 4 À Clymène
  - Nº 5 C’est l’extase
- Opus 59 : Valse-caprice Nº 3 en sol bémol pour piano (1887-93)
- Opus 60 : Quintette, cf. Op. 89
- Opus 61 : La Bonne Chanson (1892-93), cycle pour voix et piano sur des poèmes de Verlaine ; version pour voix, piano et quatuor à cordes (1898)
  - Nº 1 Une sainte en son auréole
  - Nº 2 Puisque l’aube grandit
  - Nº 3 La lune blanche luit dans les bois
  - Nº 4 J’allais par des chemins perfides
  - Nº 5 J’ai presque peur, en vérité
  - Nº 6 Avant que tu ne t’en ailles
  - Nº 7 Donc, ce sera par un clair jour d’été
  - Nº 8 N’est-ce pas ?
  - Nº 9 L'hiver a cessé
- Opus 62 :Valse-caprice Nº 4 en la bémol pour piano (1893-4)
- Opus 63 : Nocturne Nº 6 en ré bémol pour piano (1894)
- Opus 63 bis : Hymne à Apollon, chant grec du IIe siècle av. J.-C., accompagnement pour harpe, flûte et 2 clarinettes (1894)
- Opus 64 non attribué
- Opus 65 : Deux motets (1894)
  - Nº 1 Ave verum corpus, duo ou chœur pour 2 voix de femmes et orgue
  - Nº 2 Tantum ergo chœur pour 3 voix de femmes, soli et orgue
- Opus 66 : Barcarolle Nº 5 en fa dièse mineur pour piano (1894)
- Opus 67 Deux motets (1895)
  - Nº 1 Salve Regina pour voix et orgue ou piano
  - Nº 2 Ave Maria pour ténor ou baryton et orgue ou piano
- Opus 68 : Allegro symphonique (1895), arrangement pour piano à 4 mains par Léon Boëllmann de l’Allegro initial de la Symphonie en fa Op. 20.
- Opus 69 : Romance en la majeur pour violoncelle et piano (1894), dédicacée à Jules "Tergis" Griset.
- Opus 70 : Barcarolle Nº 6 en mi bémol pour piano (1895)
- Opus 71 Cf. Op. 73
- Opus 72 : Pleurs d’or, duo pour mezzo-soprano et baryton, avec accompagnement de piano (v. 1896)
- Op. 73 : Thème et variations en ut dièse mineur pour piano (1897).
- Op. 74 : Nocturne Nº 7 en do dièse mineur pour piano (1897)
- Op. 75 : Andante pour violon et piano (1897)
- Op. 76 Deux mélodies (1897) :
  - Nº 1 Le Parfum impérissable
  - Nº 2 Arpège
- Opus 77 : Papillon pour violoncelle et piano (1884), ou violon et piano
- Opus 78 : Sicilienne pour violoncelle ou violon (ou flûte) et piano (1893) ; versions pour piano seul et pour orchestre
- Opus 79 : Fantaisie pour flûte et piano (1898), (orch. Aubert, 1957)
- Opus 80 : Pelléas et Mélisande, musique de scène pour orchestre (1898)
  - Nº 1 Prélude
  - Nº 2 Fileuse
  - Nº 3 Molto adagio (mort de Mélisande), avec intercalation de la Sicilienne
- Opus 81 : Fileuse de la Suite de Pelléas et Mélisande; réduction au piano d’Alfred Cortot
- Opus 82 : Prométhée, tragédie lyrique avec soli, trios, chœurs et mélodrames avec orchestre (1899-1900)
- Opus 83 : Deux mélodies (1896)
  - Nº 1 Prison
  - Nº 2 Soir
- Opus 84 : Huit pièces brèves pour piano (1869-1902)
  - Nº 1 Capriccio en mi bémol
  - Nº 2 Fantaisie en la bémol
  - Nº 3 Fugue en la mineur
  - Nº 4 Adagietto en mi mineur
  - Nº 5 Improvisation en ut dièse mineur
  - Nº 6 Fugue en mi mineur
  - Nº 7 Allégresse en ut
  - Nº 8 Nocturne Nº 8 en ré bémol (1898-1902)
- Opus 85 : Trois mélodies (1902)
  - Nº 1 Dans la forêt de septembre
  - Nº 2 La fleur qui va sur l’eau
  - Nº 3 Accompagnement
- Opus 86 : Impromptu Nº 6 en ré bémol pour harpe (1904)
- Opus 86 bis : Impromptu Nº 6 en ré bémol pour piano (d’après la version pour harpe) (1913)
- Opus 87 : Deux mélodies (1904)
  - Nº 1 Le Plus Doux Chemin
  - Nº 2 Le Ramier
- Opus 88 : Le Voile du bonheur (1901), musique de scène pour la pièce de Georges Clemenceau
- Opus 89 : Quintette pour piano et cordes nº 1 en ré mineur (1891-1894, révisé de 1903 à 1905)
- Opus 90 : Barcarolle Nº 7 en ré mineur pour piano (1905)
- Opus 91 : Impromptu Nº 4 en ré bémol pour piano (1905)
- Opus 92 : Le Don silencieux, mélodie pour voix et piano, poème de Jean Dominique (1906)
- Opus 93 : Ave Maria pour 2 sopranos et orgue ou piano (1906)
- Opus 94 : Chanson, mélodie pour voix et piano, poème de Henri de Régnier (1906)
- Opus 95 : La Chanson d'Ève, cycle de mélodies sur des poèmes de Charles Van Lerberghe (1906-1910)
  - Nº 1 Paradis
  - Nº 2 Prima verba
  - Nº 3 Roses ardentes
  - Nº 4 Comme Dieu rayonne
  - Nº 5 L’Aube blanche
  - Nº 6 Eau vivante
  - Nº 7 Veilles-tu, ma senteur de soleil ?
  - Nº 8 Dans un parfum de roses blanches
  - Nº 9 Crépuscule
  - Nº 10 Ô Mort, poussière d’étoiles
- Opus 96 : Barcarolle Nº 8 en ré bémol pour piano (1908)
- Opus 97 : Nocturne Nº 9 en si mineur pour piano (1908)
- Opus 98 : Sérénade pour violoncelle et piano (1908)
- Opus 99 : Nocturne Nº 10 en mi mineur pour piano (1908)
- Opus 100 non attribué
- Opus 101 : Barcarolle Nº 9 en la mineur pour piano (1909)
- Opus 102 :Impromptu Nº 5 en fa dièse mineur pour piano (1909)
- Opus 103 : Neuf préludes pour piano (1909-1910)
  - ,Nº 1 en ré bémol
  - ,Nº 2 en ut dièse mineur
  - Nº 3 en sol mineur
  - Nº 4 en fa
  - Nº 5 en ré mineur
  - Nº 6 en mi bémol mineur
  - Nº 7 en la
  - Nº 8 en ut mineur
  - Nº 9 en mi mineur
- Opus 104 : Deux pièces pour piano (1913)
  - Nº 1 Nocturne Nº 11 en fa dièse mineur
  - Nº 2 Barcarolle Nº 10 en la mineur
- Opus 105 : Deux pièces pour piano
  - Nº 1 Barcarolle Nº 11 en sol mineur (1914)
  - Nº 2 Barcarolle Nº 12 en mi bémol (1915)
- Opus 106 : Le Jardin clos (1914-15), cycle de mélodies sur des poèmes de Lerberghe
  - Nº 1 Exaucement
  - Nº 2 Quand tu plonges tes yeux dans mes yeux
  - Nº 3 La Messagère
  - Nº 4 Je me poserai sur ton cœur
  - Nº 5 Dans la Nymphée
  - Nº 6 Dans la pénombre
  - Nº 7 Il m’est cher, Amour, le bandeau
  - Nº 8 Inscription sur le sable
- Opus 107 : Nocturne Nº 12 en mi mineur pour piano (1915)
- Opus 108 : Sonate pour violon et piano no 2 en mi mineur (1916-1917)
- Opus 109 : Sonate pour violoncelle et piano no 1 (1917)
- Opus 110 : Une châtelaine en sa tour pour harpe (1918)
- Opus 111 : Fantaisie pour piano et orchestre en sol (1918)
- Opus 112 : Masques et Bergamasques, suite d’orchestre (1919)
  - Nº 1 Ouverture
  - Nº 2 Menuet
  - Nº 3 Gavotte
  - Nº 4 Pastorale
- Opus 113 :Mirages, cycle de mélodies sur des poèmes de la Baronne de Brimont (1919)
  - Nº 1 Cygne sur l’eau
  - Nº 2 Reflets dans l’eau
  - Nº 3 Jardin nocturne
  - Nº 4 Danseuse
- Opus 114 : C’est la Paix !, mélodie pour voix et piano (1919)
- Opus 115 : Quintette pour piano et cordes no 2 en ut mineur (1919-1921)
- Opus 116 : Barcarolle Nº 13 en ut pour piano (1921)
- Opus 117 : Sonate pour violoncelle et piano no 2 en sol mineur (1921)
- Opus 118 : L'Horizon chimérique, cycle de mélodies sur des poèmes de Jean de la Ville de Mirmont (1921)
  - Nº 1 La Mer est infinie
  - Nº 2 Je me suis embarqué
  - Nº 3 Diane, Séléné
  - Nº 4 Vaisseaux, nous vous aurons aimés
- Opus 119 : Nocturne Nº 13 en si mineur pour piano (1921)
- Opus 120 : Trio pour piano, violon et violoncelle en ré mineur (1922-1923)
- Opus 121 : Quatuor à cordes en mi mineur (1923-1924)

### Sans numéro
- Tu es Petrus, pour voix, chœur et orgue (1872)
- Benedictus (vers 1880)
- Messe basse pour voix de femmes (soli et chœur) avec accompagnement d'orgue ou d'harmonium (1881)
- En prière cantique pour une voix et orgue ou orchestre (1890)
- Tantum ergo (1904)
- Chant funéraire pour orchestre d'harmonie (1921)